# レブンワース (カンザス州)

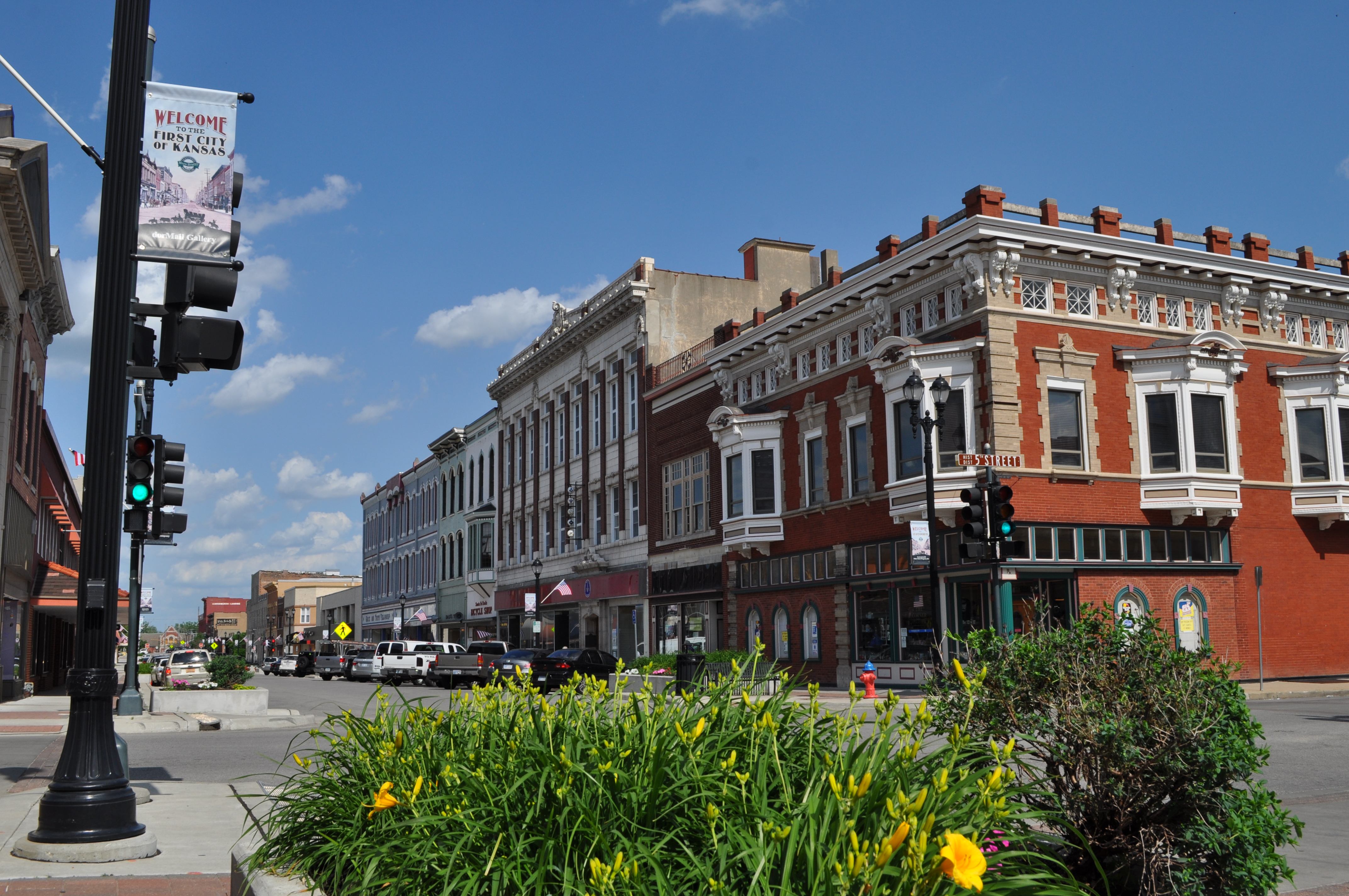
レブンワースのダウンタウン

レブンワース（Leavenworth）は、アメリカ合衆国カンザス州の都市。レブンワース郡の郡庁所在地である。人口は3万7351人（2020年）で、郡内最大の都市である。州の北東部、ミズーリ川の西岸に位置している。カンザスシティの北西40キロメートルにあり、統計上はカンザスシティ都市圏に含まれる。

## 歴史
都市は、1827年にヘンリー・レブンワース(Henry Leavenworth)大佐によって設立されたミシシッピ川以西で最古の現役の要塞、レブンワース砦(Fort Leavenworth)の南に作られた。1854年に創設されたレブンワースは、カンザス州で最初の編入都市となった。レブンワースにはいくつかの刑務所が存在し、大きい連邦刑務所(United States Penitentiary, Leavenworth)といくつかの小さい刑務所がある場所である。また、軍の第一の刑務所であるアメリカ合衆国教化隊(United States Disciplinary Barracks)も存在する。

## 姉妹都市･提携都市
兄弟都市
- 近江八幡市（日本国滋賀県）
1997年（平成9年）2月 - 近江兄弟社の創設者ウィリアム・メレル・ヴォーリズ(名誉市民第1号)

## 出身人物
- ウィリアム・メレル・ヴォーリズ - 近江兄弟社の創設者。近江八幡市名誉市民。